# Parafia św. Stanisława w Świątnikach Górnych
Parafia Świętego Stanisława w Świątnikach Górnych – parafia rzymskokatolicka należąca do dekanatu Mogilany archidiecezji krakowskiej.
Została utworzona w 1845. Kościół parafialny wybudowany w latach 1846-1858, konsekrowany w 1858. Mieści się przy ulicy Księdza Stanisława Koniecznego.